# Alternance codique
L’alternance codique (de l'anglais code-switching) désigne l’alternance entre plusieurs codes linguistiques (langues, dialectes ou registres de langue) au sein d’un même et unique discours ou énoncé, voire au sein d’une phrase, le plus souvent là où les syntaxes des deux codes s'alignent (Codique DGCP). On parle d’alternance codique seulement lorsqu’il est produit par des multilingues parlant couramment leurs langues. Sinon il s’agit d’un emprunt lexical, qui lui ne marque pas la réelle volonté de changement, mais plutôt un manque de compétence dans la langue ou une insuffisance de la langue elle-même, et qui est considéré comme appartenant à la langue qui l'a « emprunté ». Dans d’autres cas plus rares, l’alternance devient systématique et crée une langue mixte, comme le métchif, ou alors supplante la langue officielle, comme le taglish (en) (tagalog et anglais) ou le portuñol (portugais et espagnol).

## Motivations
On pense souvent que l'alternance codique chez les bilingues (et multilingues) est le résultat d'une mauvais maîtrise langagière de leur part ou d'une confusion, d'une incapacité à s'exprimer dans une langue à la fois. Or, il s'agit d'un choix (souvent inconscient) et d'un processus discursif intentionnel et signifiant, comme le démontrent de nombreuses disciplines qui se sont questionnées sur les motivations derrière l'alternance codique. Une étude américaine (2015) s'est attachée à rassembler et à résumer les facteurs relevées par ces différentes disciplines : elle les confrontent dans une expérience pour déceler quels facteurs ont la plus grande influence sur le code-switching :
- l'approche socioculturelle avance un facteur contextuel : l’alternance codique peut servir à construire une identité, à s’associer à un groupe ou à une communauté ou pour faire référence à des valeurs communes. Ainsi le type de participants présents lors d’une conversation peut influencer sur le recours à l’alternance codique qui, dans ce cas, découle d’un choix fait par le locuteur ;

- l'approche psycholinguistique voit l’alternance codique comme un phénomène automatique où le mot est exprimé dans la langue qui vient en premier à l’esprit du locuteur. Ceci peut être motivé par trois facteurs :

1. L’accessibilité du mot : c’est-à-dire qu’un mot court ou bien fréquemment utilisé sera préféré, même s’il demande un changement de langue. Par exemple, si un locuteur parle en français, mais que l’équivalent d’un mot français est plus court/plus fréquent en anglais, il est possible qu’il fasse une alternance codique pour exprimer ce mot en anglais plutôt qu’en français. Le plus souvent, ce sont des noms (et des verbes),
2. Le contexte lexical : un « mot-déclencheur » (ex. : les noms propres, les homophones bilingues, etc.) peut provoquer, à sa suite, le passage (plus ou moins long) à une autre langue et donc entraîner l’alternance codique. Aussi, la cohésion lexicale joue un rôle : si, par exemple, un mot a été prononcé en anglais dans une conversation en français, il aura tendance, lors des prochaines occurrences, à être à nouveau exprimé en anglais. Enfin, l’alternance codique a moins de chances de se produire dans des expressions, c’est-à-dire dans les cas où un groupe de mots d’une langue sont intrinsèquement liés,
3. Le contexte syntaxique : le plus souvent, l’alternance codique se produit entre unités syntaxiques et non pas au sein d’eux. Toutefois, plus la distance entre le premier et le dernier mot d’une unité syntaxique est grande, plus cette unité devient susceptible de subir un code-switch en son sein.

Cette étude américaine (2015) sur l’alternance codique a donc croisé et testé tous ces facteurs issus de disciplines différentes. Elle a relevé que la catégorie syntaxique (les noms, puis les verbes) jouait le plus grand rôle dans l’alternance codique qui porte, dans la plupart des cas, sur des noms. Bien que d’une moindre influence, d’autres facteurs ont été désignés comme importants : le type de participants (à une conversation), la longueur du mot, les mots désignant quelque chose de concret ou encore la cohésion lexicale.
De plus, un nouveau facteur, tiré de l’approche discursive et fonctionnelle (étudiant la structure et l’organisation de l’information dans la communication) s’est manifesté au cours de cette étude. Il s’agit de la prévisibilité de sens : c’est-à-dire que moins le sens est prévisible dans une phrase, plus il y a des chances que le locuteur opère une alternance codique. Ce phénomène serait motivé par la volonté de souligner l’information importante ou bien nouvelle : comme dans l’exemple de cette phrase en tchèque (avec un code-switch anglais), « A potřebuje entertainment. [Et elle a besoin de divertissement.] ». Le changement de langue serait un signal pour attirer l’attention de l’allocutaire. Par conséquent, l’alternance codique aurait une fonction discursive et informative : il servirait à structurer le discours et à hiérarchiser l’information en rendant saillant ce qui est important ou nouveau.
Il est important de noter que l’alternance codique n’a pas pour but de produire un sens nouveau. Lorsqu’il parle, un bilingue (ou multilingue) est confronté au choix entre deux termes ou sens équivalents dans ses deux (ou plus) langues. Donc, s’il change de langue, ce n’est pas pour dire quelque chose qu’il n’arriverait pas à dire dans son autre langue, mais pour souligner une information importante, pour attirer l’attention sur ce qu’il va dire et éviter des malentendus.

## Exemples
La volonté de structurer l’information par alternance codique peut apparaître dans de nombreuses situations discursives, comme le relève une étude danoise (2003) portant sur la langue danoise (en majuscules) et la langue turque (en italique) :

- Elle peut servir à distinguer les propos du locuteur d’une citation ou bien d’un métadiscours.

Exemple : Tamam boş ver DE ER UHYGGELIGE yazalım. [Ok, ce n’est pas grave, écrivons ILS SONT EFFRAYANTS.] 

- L’alternance codique peut marquer un changement de sujets, d’allocutaires ou d’actes de langage.

Exemple : NEJ DET BEHØVES DET IKKE # ay yapamıyorum. [NON CE N’EST PAS NECESSAIRE (adressé aux autres) # Je n’y arrive pas. (à elle-même)] («#» = une pause)

- Elle peut insister sur une réitération ou bien une persuasion, une requête.

Exemple : Makası ver GIDER DU IKKE LIGE RÆKKE MIG SAKSEN ? [Passe-moi les ciseaux. EST-CE QUE ÇA TE DERANGERAIT DE ME PASSER LES CISEAUX ?] 

- Elle peut aussi souligner le lien (causal, temporel, etc…) entre deux propositions par une conjonction (ou non).

Exemple (1) (avec conjonction): Aşağıda otursunlar FOR DET REGNER JO. [Ils peuvent s’asseoir en dessous PARCE QU’IL PLEUT.]
Exemple (2) (sans conjonction) : LØVER ER FAKTISK LETTERE ALTSÅ # kafasını büyük yaparız. [LES LIONS SONT VRAIMENT PLUS FACILES # on peut lui faire une grosse tête.] 

- Elle peut signaler une information nouvelle par rapport à un référent (préalablement introduit).

Exemple : Aha aha # kes adamı […] HAN SER KEDELIG UD. [Ici ici  # découpe l’homme […] IL A L’AIR ENNUYANT.]

- Le code-switching peut apparaître en début de phrase sous forme d’interjections ou d’apostrophes.

Exemple : ÅH NEJ nişanlın kızar mi şimdi ? [OH NON ton fiancé va-t-il s’énerver maintenant ?]

### Autres exemples

#### Exemples littéraires
- « Et elle m’a plus au moins griffé le litso, si bien que j’ai critché : vieille dégueulasse, vieux soumka à patates ! »[6] (Anthony Burgess, Orange mécanique)
- « - Dale cuerda al mono para que baile.

-Tú crees que hay más de tres grandes poetas en una lengua en una centuria. A ver: Vallejo, Neruda, Darío, Lorca, Jiménez, Machado. Very few.
-It depends what you are looking for.
-I'm looking for the creators. If you want to accept los maestros, then you include: Huidobro, Cernuda, Alberti, Alexandre, Salinas, Guillén. Sí, son maestros, pero no creadores.
-Tú eres demasiado rígida.
-No, es que las puertas del Parnaso son muy estrechas. Alexandre puede ser mejor poeta que Lorca, pero no más grande. Lorca es común, pero es un creador. Many masters are better poets than the creators, but they are not greater. La grandeza no es mejor. A veces es peor. There are many singers with a better voice than María Callas. But she sang great. Y la grandeza no se puede definir. Porque está llena. Es como el sol. Algo lleno de luz y redondo. No le hace falta nada. Y te llena. Te deja llena. Te colma. Es algo que instaura. Y afirma su instauración. Se implanta. Se planta. Se queda ahí, como una instalación, en un espacio. Es como la belleza. »
(Una escena de la novela bilingüe, Yo-Yo Boing!, escrito por Giannina Braschi.) 

#### Exemples tirés de chansons
- « That's comme ça that you thank me / to have learned you english ? / Hé, that's not you qui m'as appris, / my grandfather was rosbif » (Renaud, It is not because you are)
- « You are the one for me, for me, for me, formidable / You are my love very, very, very, véritable » (Charles Aznavour, For me formidable)
- « Zonder liefde warme liefde / Waait de wind c'est fini / Zonder liefde warme liefde / Weent de zee déjà fini / Zonder liefde warme liefde / Lijdt het licht tout est fini » (Jacques Brel, Marieke)